# Lucus a non lucendo
Lucus a non lucendo (Latein: „[Das Wort für] Hain [kommt] vom nicht Leuchten“) ist eine Redewendung, die abwegige Etymologien, etwa Volksetymologien, karikiert. In ihr wird unterstellt, das Wort für Hain lucus sei mit dem ähnlich lautenden Wort für Leuchten lucere verwandt, auch wenn die Verbindung nur mühsam hergestellt werden kann.
Diese Herleitung als Antiphrasis, die ursprünglich vielleicht von Marcus Terentius Varro stammt, findet sich bei Maurus Servius Honoratus, in seinem Aeneiskommentar ad 1, 22 (4), und bei Isidor von Sevilla, Etymologiae 1, 29, 3. Servius führt als weiteres Beispiel bellum a nulla re bella („Krieg, weil es in ihm nichts Schönes gibt“) an, Isidor nennt noch lutum ‚Dreck‘ von lautum ‚gewaschen‘, ‚sauber‘. Ähnlich sind auch canis a non canendo („Hund, weil er nicht singt“) und lupus a non lupendo („Wolf, weil er nicht trauert“).